# Tačikawa Ki-77
Tačikawa Ki-77 byl japonský experimentální dálkový dopravní a spojovací letoun. Konstrukčně se jednalo o dvoumotorový dolnoplošník se zatahovacím podvozkem ostruhového typu.

## Vznik
Vznik letounu Ki-77 inicioval novinový koncern Asahi šimbun, který chtěl dálkovým rekordním přeletem Tokio-New York oslavit 2600. výročí vlády císařské dynastie. V březnu 1940 se koncern obrátil na letecký institut Tokijské univerzity s požadavkem na vypracování aerodynamické studie nového letounu, který měl nést označení A-26. Ve stejné době se o projekt zajímalo i armádní letectvo, do jehož strategických koncepcí takový stroj zapadal. Doporučilo pro realizaci společnost Tačikawa a dalo projektu své typové číslo Ki-77.

## Vývoj
Nad vývojem bděla komise řízená dr. H. Kimurou z leteckého institutu Tokijské univerzity a ing. Riokiči Endo a ing. Munesaburo Oguči za firmu Tačikawa. Pro Ki-77 bylo speciálně vyvinuto křídlo s laminárním profilem a štíhlostí 10,9, jehož vnitřek byl vyplněn integrální nádrží o objemu 11 600 l paliva. Původní návrh počítal s pohonem dvouhvězdicovými motory Nakadžima Ha-105 Sakae NK-1B po 735 kW, nakonec byly použity jejich zdokonalené verze Ha-115 se vzletovým výkonem 860 kW.
Termín stanovený na rok 1940 se nepodařilo splnit, další zpoždění projektu způsobil vstup Japonska do války v prosinci 1941. V létě 1942 převzalo záštitu nad Ki-77 armádní letectvo, které plánovalo přímé letecké spojení s Německem. Trasa bez mezipřistání nazvaná Seiko měla vést ze Singapuru do Berlína.
Po vyřešení problémů s těsností integrální nádrže a odmlžováním oken utěsněné kabiny s nuceným oběhem kyslíku byl 18. listopadu Ki-77 zalétán piloty Kamadou za Tačikawu a Nagamotem od Asahi. V únoru 1942 stroj uskutečnil desetihodinový zkušební let a 20. až 21. dubna přelétl bez mezipřistání trasu dlouhou 5 330 km z Tokia do Singapuru průměrnou rychlostí 322 km/h. V květnu se vrátil do mateřské továrny k testům s plnou vzletovou hmotností přes 16 000 kg.
Pro první let Seiko byl určen druhý prototyp, který poprvé vzlétl z tokijského letiště Fussa 30. června 1943. Osádku tvořil pětičlenný tým pod velením kapitána Nagamota a tři armádní důstojníci s diplomatickou a vojenskou poštou. Dne 7. července odstartoval ze Singapuru, s plánovaným cílem na německém letišti na okupovaném Krymu, avšak po několika hodinách bylo přerušeno rádiové spojení a letoun beze stopy zmizel. Pravděpodobně byl nad Indickým oceánem sestřelen britskými stíhačkami.
Na jaře 1944 byla iniciována myšlenka dálkového rekordu s následnou přípravou prvního prototypu k tomuto výkonu. Z povětrnostních i strategických důvodů bylo vybráno území Mančukua jako nejbezpečnější. Na základně Sinking byl stroj naplněn 11 555 l paliva, čímž dosáhl vzletové hmotnosti 16 729 kg. Osádka Otama, Šimazaki a Sakamoto měla vzlétnout 1. července 1944, avšak závada kyslíkové aparatury oddálila let o den. 2. července Ki-77 vzlétl k rekordnímu letu na trojúhelníkové trati dlouhé 865 km, kterou absolvoval celkem devatenáctkrát. Po 57 h a 12 min opět dosedl a komisaři mu vypočetli průměrnou rychlost 287,34 km/h. Zbývajících 800 l paliva by stačilo ještě na 1 800 km navíc.
V září 1945 byl nepoškozený Ki-77 nalezen na letišti Jamanaši americkou technickou komisí. Letuschopný stroj přelétl do Jokosuky, odkud byl letadlovou lodí USS Bogue transportován do USA k testům.

## Specifikace

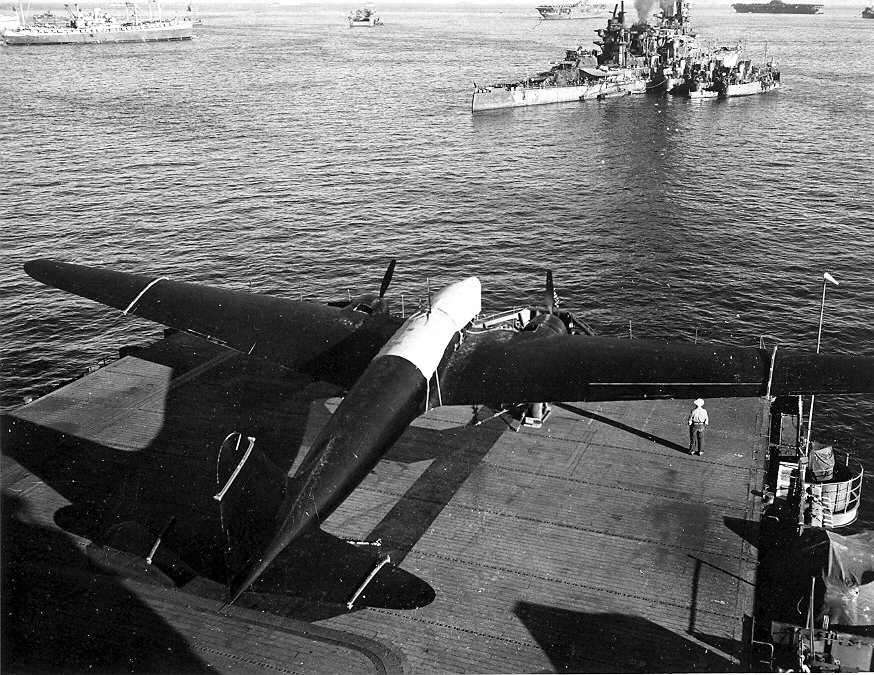
Ki-77 na letadlové lodi USS Bogue

Údaje dle

### Technické údaje
- Osádka:
- Rozpětí: 29,44 m
- Délka: 15,30 m
- Výška: 3,95 m
- Nosná plocha: 79,56 m²
- Hmotnost prázdného letounu: 7237 kg
- Maximální vzletová hmotnost: 16 725 kg
- Pohonná jednotka:

### Výkony
- Maximální rychlost ve 4600 m: 440 km/h
- Cestovní rychlost: 300 km/h
- Výstup do 6000 m: 24 min
- Dostup: 8700 m
- Předpokládaný maximální dolet: 18 000 km